# Tartaras
Tartaras este o comună în departamentul Loire din sud-estul Franței. În 2009 avea o populație de 753 de locuitori.

## Evoluția populației
| An        | 1975 | 1982 | 1990 | 1999 | 2006 | 2009 |
| --------- | ---- | ---- | ---- | ---- | ---- | ---- |
| Populație | 279  | 290  | 366  | 596  | 720  | 753  |